# تاداشی ناکامورا (صداپیشه)
تاداشی ناکامورا (انگلیسی: Tadashi Nakamura; ۲۴ دسامبر ۱۹۲۹ – ۱۱ نوامبر ۲۰۱۹) صداپیشگی در ژاپن، و بازیگر اهل ژاپن بود.